# Top (Unix)

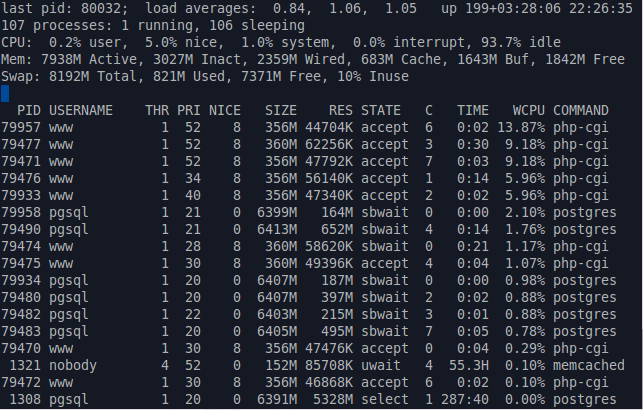
Comanda top într-un terminal pe un sistem BSD

Comanda top permite monitorizarea proceselor care rulează într-un sistem UNIX. Implicit, procesele sunt ordonate după CPU usage, și numai procesele cele mai active sunt arătate pe ecran, de aici și numele. Pe lângă timpul CPU, comanda mai oferă o serie de alte informații, precum cantitatea de memorie folosită, utilizatorul care rulează procesul etc. Unele implementări permit o aranjare a coloanelor și se pot preciza ce date să fie tipărite. Datele sunt actualizate la fiecare câteva secunde.
Comanda este folosită în principal de administratori de sistem, întrucât arată procesele și utilizatorii care consumă cele mai multe resurse ale sistemului.

## Istorie
Comanda top a fost inspirată de comanda monitor process/topcpu din VMS. Prima implementare a fost făcută în aprilie 1984 de William LeFebvre pentru BSD 4.1 în timp ce era student la Rice University. A fost publicată sub licență BSD ceea ce i-a permis să fie inclusă într-un număr mare de variante UNIX.
În decursul timpului, comanda a fost reimplementată de câteva ori, sub diverse licențe și pentru diverse sisteme de operare. O variantă foarte avansată a fost introdusă în anul 1999 în AIX, și se numește topas.

## Sintaxă
```
top [opțiuni]
```

Comanda are un număr foarte mare opțiuni, dintre care amintim:
-d (delay) - specifică intervalul dintre actualizările ecranului
-n - numărul de iterații
-p (process identifier) - identificatorul procesului care va fi urmărit